# Rangiroa
Rangiroa (in tuamotu e altre lingue polinesiane lett. "cielo vasto") è un atollo appartenente all'arcipelago delle Isole Tuamotu nella Polinesia francese.

## Geografia
Rangiroa è il più grande atollo delle Tuamotu, e uno dei più grandi del mondo (dopo Kwajalein nelle Isole Marshall e Huvadhu nelle Maldive). Si trova nel gruppo di Palliser; l'atollo più vicino è Tikehau, situato a soli 12 km ad ovest.
L'atollo è costituito da circa 250 isole e isolotti che si estendono su una superficie totale di circa 79 km². Si contano circa 100 passaggi, chiamati hoa, tra la laguna interna e l'oceano. La laguna si estende su circa 1600 km². L'atollo ospita circa 300 abitanti.

## Turismo
La laguna di Rangiroa, il secondo atollo più grande dell'arcipelago delle Tuamotu in Polinesia Francese, è una destinazione riconosciuta per i subacquei a causa della sua vasta vita sottomarina e varietà di specie marine. L'ampiezza della laguna e l'acqua chiara e calda del Pacifico offrono condizioni ideali per esplorare la flora e fauna sottomarine, rendendo Rangiroa un punto significativo per le attività di immersione.

## Centri abitati
Il capoluogo è Avatoru, nella parte nord-occidentale dell'atollo, che con una popolazione di 700 persone è anche il villaggio maggiore e centro di commercio di perle nere. L'altro villaggio è Tiputa.